# ميناء أبو رقراق
ميناء أبو رقراق هو مرفأ يقع عند مصب نهر أبو رقراق، بالقرب من جسر الحسن الثاني، على ضفة مدينة سلا المقابلة لميناء الرباط، عاصمة المغرب، صمم هذا المرفأ كجزء من تطوير ضفاف نهر أبي رقراق، والذي بدأ في عام 2006، والذي تديره شركة تابعة لوكالة تهيئة وادي أبي رقراق. المرسى قد يكون بمثابة محطة توقف لغرب إفريقيا أو منطقة البحر الكاريبي أو أمريكا الشمالية، وهو يعمل منذ مارس 2008. يبلغ حوضها مساحة 4,2 هكتار والتي سيضاف إليها 4 هكتار، حيث صمم لاستيعاب القوارب التي يبلغ طولها من 6 إلى 60 متر، والتي يمكن أن يصل غاطسها إلى 3,5 متر.

## السياحة
يشرف على إطلالة طبيعية، ويُعد من أهم المرافق التجارية الدولية للمغرب، لانه ممر للعديد من البضائع، ولا تقتصر أهمية الميناء على دوره التجاري فحسب، بل ويعدُّ أيضاً من أشهر المرافق السياحية في المدينة.

## انظر ايضا
- أبو رقراق
- وكالة تهيئة وادي أبي رقراق

## روابط خارجية
- "ميناء أبو رقراق". bouregreg.com. وكالة تهيئة وادي أبو رقراق. مؤرشف من الأصل في 2021-10-31.